# Kambja
Kambja (em estoniano:  Kambja vald) é um município rural estoniano localizado na região de Tartumaa.